# Кранек
Кранек (пол. Kranek, нім. Kranek) — село в Польщі, у гміні Скурч Староґардського повіту Поморського воєводства.
Населення — 365 осіб (2011).
У 1975-1998 роках село належало до Гданського воєводства.

## Демографія
Демографічна структура станом на 31 березня 2011 року:
|          | Загалом | Допрацездатний вік | Працездатний вік | Постпрацездатний вік |
| -------- | ------- | ------------------ | ---------------- | -------------------- |
| Чоловіки | 191     | 45                 | 127              | 19                   |
| Жінки    | 174     | 39                 | 106              | 29                   |
| Разом    | 365     | 84                 | 233              | 48                   |